# 축구 서포터
축구 서포터는 특정 축구 팀에 대하여 집중적으로 응원 하는 사람을 뜻한다.

## 서포터의 탄생 및 역사
최초의 조직적인 서포터스 문화는 1950년 10월 29일 구 유고연방이자 현재 크로아티아의 항구 도시인 스플리트(Split)에서 시작되었는데, 하이두크 스플리트(Hajduk Split)의 서포터즈인 토르치다(Torcida)가 바로 그 주인공이다.
포르투갈어로 torcer라는 ‘전진’의 의미를 가진 응원 구호에서 유래한 것이다. 토르치다는 1950년 10월 29일 츠베르나 즈베즈다와의 유고슬라비아 1부 리그 챔피언이 결정되는 중요한 경기에서 처음으로 서포팅을 시작했다고 한다. 이 경기에서 학생들까지 가세해 수천 명이 된 하이두크 서포터들은 관중석에서 횃불을 밝히며 목청껏 자신들의 팀을 응원하기 시작했다. 이런 식의 단순 관전에 그치는 축구팬이 아닌, 경기에 적극적으로 참여하는 축구팬의 등장은 당시 축구계에 신선한 충격이었다. 당시 유고 연방의 일부였던 크로아티아에서 탄생한 서포터 문화는 곧 유럽을 포함한 전 세계로 퍼져 나갔다.
영국에서는 1960년대 리버풀 FC의 서포터인 더콥(The Kop)이 경기 내내 노래를 부른데서 관중들이 다함께 응원가를 부르는 문화가 시작되었다. 관중들은 리버풀을 대표하는 팝그룹 비틀즈의 노래를 다함께 부름으로써 선수들에게 힘을 주고자 하였다. 이렇게 하여 영국에서는 자신들의 함성소리와 손장단을 최고의 응원으로 생각하게 되었다.
울트라스(Ultras)는 이탈리아에서 발생한 서포터로 이탈리아 내에서는 서포터즈와 같은 개념으로 사용되기도 한다. 울트라들은 서포터 중에서도 특히 정치색이 매우 강한 것으로 알려져 있는데 이‘울트라스’라는 말 자체가 정치용어에서 왔기 때문이다. 축구장에서 울트라스가 나타난 것은 1968년 AC 밀란의 서포터 조직 ‘La Fossa dei Leoni'(이탈리아어로 ’세 마리 사자의 굴‘을 뜻함)가 조직되면서부터이다. AC 밀란 팬들은 주로 좌파 성향이 강한 젊은 노동자층이 주를 이루고 있었기 때문에 자연히 이런 배경에서 조직된 서포터들로 그 영향을 그대로 답습하게 되었다. AC 밀란의 서포터 모임이 극좌파 반(反)체제 시위대의 이름인 ’울트라스‘라는 명칭을 자신들의 이름으로 채용하였고, 시위대의 여러 행태들을 축구장 응원에서 활용하였다., 시위대처럼 북박자에 구호를 외치고, 정치 구호가 응원 구호로, 당시가 응원기로 바뀌었다. 따라서 이탈리아의 서포터 집단인 울트라는 통일된 복장, 깃발, 배너, 연막, 레이저 쇼, 안무된 응원곡, 확성기를 든 리더 등의 응원 문화로 유명하다.
결국, 구 유고연방에서 시작된 서포터스 문화는 영국, 이탈리아에서 더욱 발전하면서 유럽 전역으로 퍼져나갔으며, 남아메리카를 거쳐 현재에는 한국, 일본과 같은 아시아 국가에까지 그 문화가 확산되고 있다.
각국의 서포터스 문화는 해당 국가의 특색에 맞게 발전하였는데, 영국과 독일은 응원가를 여럿이 합창하는 청각적 응원 형태로 유명하며, 이탈리아는 화려한 응원, 북쪽 골대 뒤 혹은 남쪽 골대 뒤에 위치, 그리고 각종 응원 도구를 사용하는 것으로 유명하고, 스페인은 도화지와 머플러 사용으로, 덴마크는 페이스 페인팅, 뿔 달린 헬멧과 방패로, 그리고 네덜란드는 관악밴드로 유명하다.
또한 아르헨티나를 필두로 한 남미대륙은 종이 꽃가루, 두루마리 휴지, 길게 늘어뜨린 천, 우산, 상의탈의 등으로 유명하며, 일본은 유럽과 남아메리카의 서포터즈 문화가 혼합된 모습을 보이고 있다. 대한민국의 경우는 유럽 스타일 특히 이탈리아의 울트라스 응원 문화가 많이 확산되어 있으며, 최근에는 남아메리카 스타일의 서포터 문화도 조금씩 보이기 시작했다.

## 대한민국 내의 서포터의 탄생 및 역사
대한민국 축구 서포터의 역사는 1983년에 아시아 최초로 프로축구가 한국에서 출범한 이후, 1990년대 초반까지 축구장에는 서포터스 문화가 존재하지 않았다. 그러던 것이 1990년대 PC 통신이 젊은층 위주로 활성화된 이후 ‘PC통신 동호회’의 형식으로 모임을 만들기 시작했으며, 특히 1993년 J리그 출범 후 NHK 위성방송으로 J리그 서포터스들의 응원 영상과 홍콩 스타 스포츠 위성 방송으로 유럽과 남미의 프로축구의 응원 영상을 접한 축구팬들이 주축이 되어, 1995년에 동대문 운동장에서 축구를 단체 관람하게 되면서 국내 처음으로 자발적이면서 주체적인 단체 응원이 시작되었다. 95년 6월  PC통신 하이텔 축구 동호회에서 당시 서울을 연고로 하는 유공 코끼리 프로축구단(현 제주 유나이티드)을 좋아하는 팬들이 모여 조직한 '유공 코끼리 팬클럽'(현 부천 헤르메스의 모태)이 결성되었다.
1995시즌 당시 하이텔 축구 동호회의 단체 관람은 이렇게 '유공 코끼리 팬클럽'을 주축으로 '새로운 응원 문화의 창출'이라는 공통의 목표를 운동장에서 실현하기 위해 모여든 축구팬들에 의해 이루어졌으며 그 후 특정 구단과 유대관계를 가지며 유니폼 등을 제공받아서 통일된 모습을 보이며 서포터의 모습으로 갖추어 나갔다.
이렇게 탄생하게 된 각 구단 서포터는 결국 힘을 합쳐 1997년에 국가대표 서포터즈인 붉은악마를 결성에 이르렀다.

## 서포터의 특징

### 오직 한 팀만을 응원
서포터는 오직 하나의 나만의 팀을 응원하는 특수한 조직이다. 주로 특정 지역 주민이 자신들의 지역을 대표하는 축구팀을 응원하는 형태로 나타난다. ‘우리 팀’이라는 개념이 없으면 치열한 응원이 이뤄질 수 없다. 다소 배타적인 성향이 없으면 서포터 사이의 일체감이 생기기 어렵다. 물론 이러한 서포터의 배타성이 심할 경우 유럽이나 남아메리카에서와 같은 폭력사태가 일어날 수도 있다. 오직 한 클럽만을 응원하는 서포터의 특징은 경기 때마다 맹비난하던 상대팀 선수가 자신이 지지하는 클럽으로 옮겨 오는 순간부터 순식간에 비난을 멈추는 것에서 극명하게 나타난다. 아무리 비난을 심하게 하는 선수라도 자신과 한 배를 타는 순간부터 경외와 보호의 대상으로 삼는다.

### 서포터는 종신제
대부분의 국가에서 클럽 또는 프로축구는 지역 연고를 기반으로 한다. 따라서 서포터도 자연스럽게 특정 지역 주민을 중심으로 결성되는 게 일반적이다.‘고향’이 바뀌지 않는 한 자신이 지지하는 축구팀을 바꿀 이유가 없고, 따라서 서포터들도 평생 동안 한 팀을 응원하는 게 일반적이다.

### 충성심
원정 응원도 서포터의 대표적인 특징 중 하나이다. 대부분의 서포터는 자신이 응원하는 구단이 경기를 갖는 곳이면 ‘지구 끝까지라도 따라간다’는 생각을 가지고 있다. 때문에 세계 각국의 프로축구 경기장에는 경기를 갖는 두 팀의 서포터들이 항상 자리를 잡고 있다. 이들은 해외 원정도 마다하지 않는다.
예를 들어 UEFA 챔피언스리그 2007-08의 결승 장소가 모스크바였음에도 불구하고 맨체스터 유나이티드 FC의 서포터들과 첼시 FC의 서포터들은 비행기를 타고 러시아로 응원을 떠나는 모습을 보여주었다.

### 합창
서포터들의 응원법 중 가장 기본적인 것이 합창이다. 합창은 영국 리버풀 FC의 서포터 ‘더 콥’이 합창을 통한 응원을 나서기 시작하면서 보편적인 서포터 응원 문화로 자리잡았다. 서포터들은 기존의 음악에 가사를 붙여 선수들에게 무한한 믿음과 신뢰의 메시지를 보내 주었고, 합창곡 그 자체가 연고지역 팬들을 강하게 결속시키는 역할도 했다. 그렇기 때문에 서포터들이 사용하는 대부분의 응원가 중에는 선수와 자기 자신에게 힘을 주고 결속을 다지는 내용을 담고 있는 것이 많다. 서포터의 응원가들이 장중한 클래식이나 군가의 분위기를 띠는 것도 이 때문이다. 서포터들은 선수별로 응원가를 만들기도 한다. 그리고 상대선수나 상대팀을 조롱하는 서포팅 곡을 만들기도 한다.

### 통일된 구호
서포터들이 외치는 구호도 응원가와 비슷한 역할을 한다. 구호 속에는 “전진하라”, “반드시 승리한다”, “우리는 선수들을 믿는다”등 서로의 믿음을 확인하고 선수들과 스스로에게 힘을 주는 문구가 많이 담겨있다. 실제 응원을 할 때도 서포터들은 경기에서 승리한다는 것을 기정사실화하고 응원을 진행한다. 붉은악마의 경우 ‘대한민국 승리한다’라는 구호를 사용한다.

### 지지하는 팀의 유니폼입기
서포터는 일체감을 과시하기 위해 복장을 통일한다. 주로 선수들이 입는 유니폼을 입거나 같은 색깔의 옷을 입는다. 선수들과 비슷한 옷을 입는 것은 ‘우리도 선수로서 경기에 영향을 준다’는 서포터의 기본 이념에 맞아 떨어지는 행위라고 할 수 있다.

### 머플러
프로 구단들이 마케팅을 목적으로 만든 소품이지만, 서포터들은 머플러를 단순 소품이 아닌, 응원 도구로 활용한다. 겨울철에도 리그 또는 컵 경기가 계속되는 유럽 구단들은 추운 날씨에도 불구하고 경기장을 찾는 팬들을 위해 머플러를 만들었다. 팬들은 머플러를 구입해서 경기 시작 또는 끝날 때 일자로 머플러를 펼쳐 일체감을 과시하곤 한다. 머플러는 주로 팀의 상징 색으로 만들어지고, 팀의 이름이나 응원하는 문구가 있어 팀마다 다른 분위기를 낸다.

### 깃발
깃발을 흔드는 것도 서포터의 특징이다. 한국 서포터의 경우 각 서포터 차원에서 깃발을 만들어 일정한 곳에 모아 두었다가 회원들이 경기 때마다 사용하곤 한다. 그러나 일본이나 유럽의 경우 개인 깃발을 들고 다니는 경우가 더 많다. 가족들이 자신들만의 고유한 가족 깃발을 만들어 들고 다니는 경우도 흔하다. 프로구단이 마케팅용으로 깃발을 만들어 파는 경우도 있다. 서포터가 사용하는 깃발의 크기는 A4용지 크기에서부터 수십 미터에 이르는 것까지 매우 다양하다.

### 홍염
관중석을 붉게 물들이는 횃불로 원래 조난당한 배에서 구조를 요청하는 용도로 만들어졌는데, 서포터들이 응원을 위해 경기장으로 들고 왔다. 지금은 전 세계 많은 서포터가 홍염을 사용하고 있다. 화재나 화상의 위험이 있지만 프랑스, 이탈리아, 네덜란드 등은 축구 열기를 살리기 위해 사용을 묵인하고 있으며, 경기장에 소방관을 배치해 만일의 사태에 대비하곤 한다. 그러나 대한민국과 일본 등에서는 사용을 금지하고 있으나 다수의 서포터즈는 홍염을 아직까지 사용한다.
그 밖에도 통천, 게이트기 휴지폭탄, 혼, 꽃자루, 트럼펫 등도 응원도구로 이용하기도 한다.

## 서포터 조직의 운영
서포터의 운영은 나라마다 클럽마다 다르다. 이탈리아, 프랑스, 유고, 크로아티아 등 발칸반도의 서포터들은 서포터 스스로 만든 조직이 전체적인 응원을 이끌어 간다. 이들 국가의 서포터들은 축구장 밖에서 만들어진 조직이 모태가 된 경우가 많기 때문에 각 구단이 관리하는 것이 쉽지 않다. 반면 잉글랜드, 스페인, 네덜란드 등의 서포터들은 각 구단의 도움을 받곤 한다. 이탈리아 프랑스의 서포터들이 경기장에 내건 현수막이나 응원 도구들은 페인트로 투박하게 그려진 것이 대부분이지만, 스페인이나 네덜란드 등의 서포터들은 대부분 구단에서 판매하는 인쇄본 깃발을 사용한다.
서포터 조직을 운영하는 데 가장 어려움을 겪는 것이 바로 자금 문제이다. 대형 현수막을 제작하거나 홍염등 응원 도구를 구입할 때마다 적지 않은 돈이 들기 때문이다. 서포터가 운영 자금을 확보하는 방법은 크게 3가지로 나뉜다.
첫 번째는 구단이나 기업의 후원을 받는 것이다. 강력한 응원이 경기 성적에 영향을 줄 수 있고, 경기 성적이 좋아야 수익이 많이 나기 때문에 각 구단은 서포터를 지원하곤 한다. 주로 응원 도구를 제작해 주거나 원정 응원을 갈 때 편의를 봐주는 식이다.
두 번째는 회비를 징수하는 것이다. 원정 응원을 떠날 때나 대규모 응원이 필요할 때, 또는 선수단과의 만남 등 행사가 있을 때 참가자들에게 참가비를 받아 비용 문제를 해결하는 것이다.
세 번째는 서포터를 전업으로 하는 ‘직업 서포터’가 축구 관련 사업을 통해 수익을 올리고 수익의 일부를 서포터 활동에 사용하는 것이다. 일본 국가대표 서포터인 울트라 니폰의 우에다 아사히 대표는 응원 도구 등을 판매하며 울트라 니폰 활동에 필요한 비용을 마련한다. 직업 서포터는 아니더라도 많은 서포터가 티셔츠, 스티커 등을 제작해 비용을 조달하는 방법을 사용한다.

## 같이 보기
- 울트라스
- 훌리건
- 바라브라바 (인차)
- 대한민국의 축구 서포터
- 붉은악마
- 그랑블루
- 미추홀 보이즈

## 참고 자료
- 신동민, 『축구 서포터스 그리고 붉은악마』, 맥스미디어, 2005
- 이연주, 「진지한 여가로써의 한국 프로축구 서포터즈 문화」, 한국체육학회지 제44권 제2호, 2004.
- 이연주, 최성운, 김재운,「축구 서포터스 문화의 유입 및 확산과정」, 한국체육학회지 제44권 제6호, 2005.